# 青柳美扇
青柳 美扇（あおやぎ びせん、1990年4月21日 - ）は、日本の書道家、書道パフォーマー。

## 経歴
大阪府生まれ。4歳より祖母の影響で書道を始める。梅花女子大学日本文化創造学科書道コースで4年間、書道・書論を学ぶ。在学中には書道研究のため中国や台湾に渡り本場の書に触れる。中国上海西泠印社を訪れ、篆刻についても知識・技術を得る。

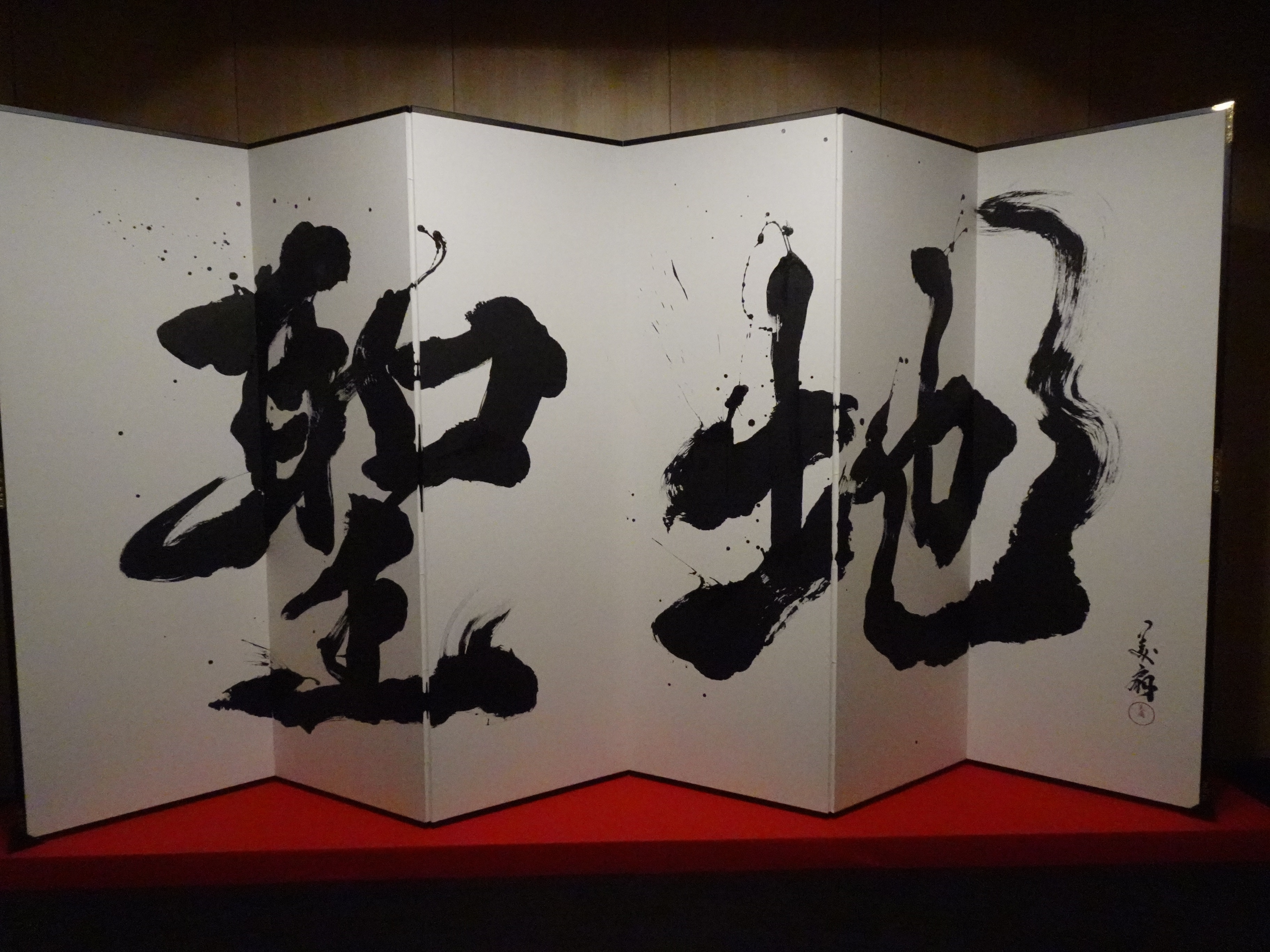
国立競技場3階の貴賓室の手前にある青柳美扇が揮毫した「聖地」の書

20歳で大学指定強化クラブとなった書道部の初代部長に任命され、部員数2名の廃部寸前であった書道部を立て直す。その試みとして、書道パフォーマンスを始める。その後、学内に留まらず学外のイベントに多数出演し、在学中にメディア進出。梅花女子大学より功績をたたえられ表彰を受ける。勉学の方では、高等学校教諭一種免許状（書道）を取得。高校生に書道パフォーマンスの魅力を伝える。
2013年大学卒業後、梅花女子大学書道部の書道パフォーマンス指導者として就任。
1年間、パフォーマンスの指導をつとめる。2014年4月 梅花女子大学院へ進学。大学4年間の研究を活かし、弘法大師空海が影響を受けたとされる中国書法について修士論文を執筆。現在は書道だけにとどまらず、墨を使ったアートを手掛けており、墨象の世界を現代的に表現している。また、空間プロデュース・アートディレクションも行っており、旅館/オフィス/飲食店などの空間プロデュースも行っている。
手塚治虫原作 「どろろ」題字、墨絵担当
劇場版「モノノ怪」題字担当
- 東京オリンピック公認オリピアード「東京キャラバン2017in京都 二条城」出演
- 高等学校一種免許状(書道)保持
- 美扇筆・美扇筆ペン開発

## パフォーマンス履歴
2021年
- 『モンスターハンターライズ デジタルライブイベント』書道パフォーマンス[5]

2016年
- JAPAN EXPO THAILAND 2016 オープニング書道パフォーマンス
- 台湾SOGO 書道パフォーマンス
- 株式会社ミツウロコ F&P感謝祭 オープニング
- 札幌八幡宮 秋季大例祭 書道パフォーマンス
- 札幌八幡宮 絵馬堂看板揮毫
- 『iVRESS』 オフィス空間デザイン監修 -BOKUSYOart-提供
- 日経スペシャル 『夢織人』 出演 (TOHO)
- 日経スペシャル 『夢織人』 出演 (大阪糖菓)
- 『小野晋平税理士事務所』 –BOKUSYOart-提供
- 『くさび』 –BOKUSYOart-提供
- 『源氏まつり』 オープニング書道パフォーマンス
- 城崎温泉『但馬屋』 筆文字提供
- W成人式 オープニング書道パフォーマンス
- DJ OKAWARI 筆文字ロゴ提供
- 『美扇筆』 開発/販売
- 『新雪』 筆文字ロゴ提供
- 『COTTON CLUB TOKYO』 書道パフォーマンス×プロジェクションマッピング
- 『FONTERN』 水墨画 (虎) 提供/ IQOS デザイン提供
- 『BOUS』 水墨画(不動明王) 提供/IQOS デザイン提供
- 『TSP』 水墨画(武士) 提供/IQOS デザイン提供
- 『Masse Japan Enterprise』  巨大筆文字作品提供
- 『すすり』 筆文字ロゴ提供
- 『フレラボ』 筆文字ロゴ提供
- 大阪『ハービスＥＮＴ』 -BOKUSYOart- 提供
- 梅田『NU茶屋町』  -BOKUSYOart- 提供
- 『MAKUDEN』 -BOKUSYOart- 提供 ROCKSTONE(家具)×BISEN(アート)
- 『北海道』 筆文字ロゴ 提供
- 『大阪』 筆文字ロゴ 提供
- 高野山書道協会 南山賞 受賞

2015年
- 城崎温泉『但馬屋』 空間プロデュース/客室-BOKUSYO art-提供
- 『TTNコーポレーション』 襖絵作品提供
- 『TOPPA!』 水墨画提供
- 大阪指定有形文化財 『田尻歴史館』 個展開催
- 日本橋三越本店 –BOKUSYOart-展示会開催
- 高野山書道協会長賞 受賞
- 高野山書道協会 南山賞 受賞
- 『畳福』 筆文字ロゴ提供
- 『寅組』 巨大壁面作品揮毫
- 海外公演 『SAKURA COLLECTION』 in Malaysia
- 海外公演 『SAKURA COLLECTION』 in Vietnam
- 年賀状 筆文字ロゴ「申」 提供
- ビバモール 開業4周年 記念イベント 書道パフォーマンス
- 岡山県 美咲町立柵原図書館 15周年記念イベント 書道パフォーマンス・ワークショップ開催
- 大阪天満宮 奉納書道パフォーマンス （2月/7月 毎年式典に出演）
- 日生日本語学園 学校名筆文字ロゴ提供・看板揮毫
- 神戸コレクション2015 オープニング映像出演 書道パフォーマンス
- 日うけ数学塾 筆文字ロゴ提供

2012年～2014年
- 『青柳美扇展II』 開催
- 帝国ホテル大阪 書道パフォーマンス
- 天王寺動物園100周年、阪神高速50周年記念イベント 書道パフォーマンス 題字揮毫
- 梅田NU茶屋町 『打ち水ゆかた祭り』 書道パフォーマンス・ワークショップ開催
- 大阪JC 国際交流イベント 書道パフォーマンス・ワークショップ開催
- 『青柳美扇展I』 開催
- リッツカールトン大阪 書道パフォーマンス
- 梅花女子大学書道部 コーチ就任
- テレビ大阪『2014天神祭 生中継～水都大阪音のある風景～』題字書道パフォーマンス
- スカイAsports＋『美女山歩』出演 書道パフォーマンス
- 朝日放送『ノンスタ石田のガクショク！』生出演 書道パフォーマンス
- 読売テレビ『なにわ美女丸秘社会見学ツアー』出演 書道パフォーマンス

## メディア出演
- TBS『林先生が驚く初耳学』
- フジテレビ『めざましテレビ』
- NHK『NHKみんなのニュース』
- 関西テレビ『報道ランナー』‐新春書初めライブ
- 関西テレビ『よ～いドン！』‐凄腕ワーカー
- ABC朝日放送テレビ『おはよう朝日です』
- ABC朝日放送テレビ『おはようコール』
- MAZDA WEB CM出演‐2016年
- 日経スペシャル『夢職人』
- ベトナム国営放送『VYVNEWS』‐日本の若き書道家青柳美扇として紹介
- テレビ大阪『天神祭』‐オープニング題字揮毫　書道パフォーマンス出演
- スカイA 「美女山歩 ♯18」山梨県西沢渓谷散策 要所にて風景にインスパイアした万葉集の歌を書した。
- TBS『情熱大陸』（2021年10月24日）[6]

- 日本テレビ『踊る!さんま御殿!!』（2022年10月18日）